# Gran Premio di superbike di Sugo 1990
Il Gran Premio di Superbike di Sugo 1990 è stato disputato il 26 agosto sul Circuito di Sugo e ha visto la vittoria di Raymond Roche in gara 1, mentre la gara 2 è stata vinta da Doug Chandler.

## Risultati

### Gara 1

#### Arrivati al traguardo[2]
| Pos. | Nº | Pilota            | Motocicletta | Tempo     | Griglia | Punti |
| ---- | -- | ----------------- | ------------ | --------- | ------- | ----- |
| 1º   | 3  | Raymond Roche     | Ducati       | 30:31.168 | 1º      | 20    |
| 2º   | 8  | Baldassarre Monti | Honda        | +0:00.165 | 4º      | 17    |
| 3º   | 45 | Doug Chandler     | Kawasaki     | +0:00.674 | 2º      | 15    |
| 4º   | 4  | Fabrizio Pirovano | Yamaha       | +0:00.685 | 6º      | 13    |
| 5º   | 37 | Peter Goddard     | Yamaha       | +0:01.779 | 5º      | 11    |
| 6º   | 11 | Robert Phillis    | Kawasaki     | +0:09.520 | 8º      | 10    |
| 7º   | 42 | Jamie James       | Ducati       | +0:10.613 | 7º      | 9     |
| 8º   | 21 | Doug Polen        | Suzuki       | +0:10.983 | 3º      | 8     |
| 9º   | 54 | Kenji Osaka       | Yamaha       | +0:23.959 | 11º     | 7     |
| 10º  | 65 | Shingo Kato       | Yamaha       | +0:27.527 | 10º     | 6     |
| 11º  | 2  | Stéphane Mertens  | Honda        | +0:29.069 | 13º     | 5     |
| 12º  | 19 | Robert McElnea    | Yamaha       | +0:33.666 | 19º     | 4     |
| 13º  | 56 | Mitsuo Saito      | Yamaha       | +0:39.237 | 15º     | 3     |
| 14º  | 60 | Koichi Kobayashi  | Honda        | +0:48.333 | 22º     | 2     |
| 15º  | 43 | Udo Mark          | Yamaha       | +0:48.901 | 23º     | 1     |
| 16º  | 30 | Brian Morrison    | Honda        | +0:48.947 | 12º     |       |
| 17º  | 61 | Shigemasa Miwa    | Honda        | +0:51.677 | 16º     |       |
| 18º  | 59 | Tetsuya Shirai    | Honda        | +0:51.882 | 18º     |       |
| 19º  | 66 | Masanao Aoki      | Yamaha       | +0:52.443 | 20º     |       |
| 20º  | 52 | Tadaaki Hanamura  | Yamaha       | +0:57.103 | 21º     |       |
| 21º  | 69 | Kosei Yamamoto    | Honda        | +1:05.002 | 25º     |       |
| 22º  | 67 | Toshiya Kobayashi | Honda        | +1:05.551 | 29º     |       |
| 23º  | 51 | Toshiharu Kaneko  | Yamaha       | +1:08.592 | 27º     |       |
| 24º  | 57 | Gakushin Sato     | Honda        | +1:11.654 | 32º     |       |
| 25º  | 46 | Christian Zwedorn | Honda        | +1:13.792 | 31º     |       |
| 26º  | 9  | Jari Suhonen      | Yamaha       | +1:13.915 | 24º     |       |
| 27º  | 32 | Kit Choong Chao   | Kawasaki     | +1 giro   | 35º     |       |
| 28º  | 44 | Saen Choeisak     | Yamaha       | +1 giro   | 34º     |       |
| 29º  | 53 | Masaru Shoyama    | Honda        | +2 giri   | 36º     |       |

#### Ritirati
| Nº | Pilota           | Motocicletta | Giri     | Griglia |
| -- | ---------------- | ------------ | -------- | ------- |
| 33 | Simon Buckmaster | Honda        | +1 giro  | 33º     |
| 34 | René Delaby      | Honda        | +8 giri  | 30º     |
| 7  | Terry Rymer      | Yamaha       | +9 giri  | 9º      |
| 23 | Ernst Gschwender | Honda        | +10 giri | 28º     |
| 16 | Malcolm Campbell | Honda        | +13 giri | 14º     |
| 5  | Anders Andersson | Yamaha       | +14 giri | 17º     |
| 38 | Tom Kipp         | Yamaha       | +19 giri | 26º     |

### Gara 2

#### Arrivati al traguardo[3]
| Pos. | Nº | Pilota            | Motocicletta | Tempo     | Griglia | Punti |
| ---- | -- | ----------------- | ------------ | --------- | ------- | ----- |
| 1º   | 45 | Doug Chandler     | Kawasaki     | 38:21.998 | 2º      | 20    |
| 2º   | 37 | Peter Goddard     | Yamaha       | +0:01.362 | 5º      | 17    |
| 3º   | 8  | Baldassarre Monti | Honda        | +0:04.141 | 4º      | 15    |
| 4º   | 4  | Fabrizio Pirovano | Yamaha       | +0:12.516 | 6º      | 13    |
| 5º   | 11 | Robert Phillis    | Kawasaki     | +0:23.275 | 8º      | 11    |
| 6º   | 3  | Raymond Roche     | Ducati       | +0:30.011 | 1º      | 10    |
| 7º   | 42 | Jamie James       | Ducati       | +0:30.261 | 7º      | 9     |
| 8º   | 2  | Stéphane Mertens  | Honda        | +0:39.280 | 13º     | 8     |
| 9º   | 56 | Mitsuo Saito      | Yamaha       | +0:45.291 | 15º     | 7     |
| 10º  | 30 | Brian Morrison    | Honda        | +0:51.601 | 12º     | 6     |
| 11º  | 9  | Jari Suhonen      | Yamaha       | +0:57.172 | 24º     | 5     |
| 12º  | 61 | Shigemasa Miwa    | Honda        | +0:57.284 | 16º     | 4     |
| 13º  | 43 | Udo Mark          | Yamaha       | +0:59.250 | 23º     | 3     |
| 14º  | 52 | Tadaaki Hanamura  | Yamaha       | +0:59.441 | 21º     | 2     |
| 15º  | 16 | Malcolm Campbell  | Honda        | +1:00.034 | 14º     | 1     |
| 16º  | 66 | Masanao Aoki      | Yamaha       | +1:00.417 | 20º     |       |
| 17º  | 23 | Ernst Gschwender  | Honda        | +1:05.310 | 28º     |       |
| 18º  | 59 | Tetsuya Shirai    | Honda        | +1:08.587 | 18º     |       |
| 19º  | 60 | Koichi Kobayashi  | Honda        | +1:21.507 | 22º     |       |
| 20º  | 69 | Kosei Yamamoto    | Honda        | +1:22.079 | 25º     |       |
| 21º  | 67 | Toshiya Kobayashi | Honda        | +1:27.872 | 29º     |       |
| 22º  | 51 | Toshiharu Kaneko  | Yamaha       | +1:29.137 | 27º     |       |
| 23º  | 34 | René Delaby       | Honda        | +1:29.709 | 30º     |       |
| 24º  | 57 | Gakushin Sato     | Honda        | +1:38.934 | 32º     |       |
| 25º  | 46 | Christian Zwedorn | Honda        | +1 giro   | 31º     |       |
| 26º  | 33 | Simon Buckmaster  | Honda        | +1 giro   | 33º     |       |
| 27º  | 32 | Kit Choong Chao   | Kawasaki     | +1 giro   | 35º     |       |
| 28º  | 44 | Saen Choeisak     | Yamaha       | +2 giri   | 34º     |       |

#### Ritirati
| Nº | Pilota           | Motocicletta | Giri     | Griglia |
| -- | ---------------- | ------------ | -------- | ------- |
| 38 | Tom Kipp         | Yamaha       | +5 giri  | 26º     |
| 19 | Robert McElnea   | Yamaha       | +17 giri | 19º     |
| 5  | Anders Andersson | Yamaha       | +19 giri | 17º     |
| 65 | Shingo Kato      | Yamaha       | +24 giri | 10º     |
| 54 | Kenji Osaka      | Yamaha       | +24 giri | 11º     |